# Čubren
Čubren är ett samhälle i Bosnien och Hercegovina.   Det ligger i entiteten Federationen Bosnien och Hercegovina, i den centrala delen av landet, 19 km väster om huvudstaden Sarajevo. Čubren ligger 811 meter över havet och antalet invånare är 115.
Terrängen runt Čubren är lite kuperad.Runt Čubren är det ganska tätbefolkat, med 93 invånare per kvadratkilometer.. Närmaste större samhälle är Sarajevo, 18,7 km öster om Čubren. 
I omgivningarna runt Čubren växer i huvudsak lövfällande lövskog.